# Seneca Knolls
Seneca Knolls és una concentració de població designada pel cens dels Estats Units a l'estat de Nova York. Segons el cens del 2000 tenia 2.138 habitants.

## Demografia
Segons el cens del 2000, Seneca Knolls tenia 2.138 habitants, 833 habitatges, i 593 famílies. La densitat de població era de 676,6 habitants per km².
Dels 833 habitatges en un 32,4% hi vivien nens de menys de 18 anys, en un 54,5% hi vivien parelles casades, en un 11,6% dones solteres, i en un 28,8% no eren unitats familiars. En el 22,7% dels habitatges hi vivien persones soles el 8,9% de les quals corresponia a persones de 65 anys o més que vivien soles. El nombre mitjà de persones vivint en cada habitatge era de 2,57 i el nombre mitjà de persones que vivien en cada família era de 3.
Per edats la població es repartia de la següent manera: un 25,6% tenia menys de 18 anys, un 6,3% entre 18 i 24, un 30,6% entre 25 i 44, un 23,8% de 45 a 60 i un 13,7% 65 anys o més.
L'edat mediana era de 38 anys. Per cada 100 dones de 18 o més anys hi havia 89,3 homes.
La renda mediana per habitatge era de 39.028 $ i la renda mediana per família de 42.617 $. Els homes tenien una renda mediana de 34.891 $ mentre que les dones 26.848 $. La renda per capita de la població era de 19.107 $. Entorn del 5,1% de les famílies i el 7,2% de la població estaven per davall del llindar de pobresa.